# E.E.
E.E. – powieść Olgi Tokarczuk wydana po raz pierwszy w 1995 roku nakładem Państwowego Instytutu Wydawniczego.

## Geneza
Powieść została oparta na motywach pracy doktorskiej Carla Gustava Junga o tytule O psychologii i patologii tzw. zjawisk tajemnych. Charakterystyka bohaterki E.E. nawiązuje do pacjentki o pseudonimie „S.W.”, a fabuła powieści odzwierciedla elementy pracy doktorskiej. Naukowy dystans Junga wyczuwalny jest w notatkach jednej z postaci powieści, młodego psychoanalityka Artura Schatzmanna, który jest parodią samego Junga.

## Opis
E.E. to powieść psychologiczna z wszechwiedzącym narratorem, której akcja toczy się we Wrocławiu na początku XX wieku. Główną bohaterką jest Erna Eltzer, czyli tytułowa E.E., która należy do polsko-niemieckiego mieszczaństwa. Książka opowiada o dojrzewaniu Erny, która nagle uzyskuje zdolności parapsychiczne. Dzięki nowym zdolnościom zaczyna być postrzegana jako ktoś wyjątkowy na tle rodzeństwa, czym zyskuje w oczach matki, która jest dla niej wszystkim. Matka Erny, niespełniona aktorka nie odnajdująca się w roli matki prowadzącej dom, wykorzystuje córkę w roli medium, by przyciągnąć uwagę otoczenia. Wraz z zainteresowaniem wywołanym jej zdolnościami parapsychicznymi, Erna traci podmiotowość i zmienia się w medyczny przypadek pod pseudonimem „E.E.”, będący przedmiotem badań lekarzy. Jej jedynym sposobem ucieczki są dla niej spacery w parku i kontakt z naturą.
Historia opowiedziana jest chronologicznie, za pomocą wyważonej, spokojnej narracji i zamkniętej konstrukcji. Choć pojawiają się stylistycznie różnorodne fragmenty, dzieło zachowuje spójność. Tytułami rozdziałów są imiona i nazwiska postaci.

## Odbiór
Zdaniem Rafała Grupińskiego i Izoldy Kiec, powieść jest parabolą ludzkiego losu, opowiada o niespełnieniu i marzeniach. W opinii Brigitty Helbig-Mischewski powieść opisuje „kobiecy dramat braku podmiotowości”. Katarzyna Kantner zauważa, iż Tokarczuk umiejętnie wykorzystuje konwencję powieści psychologicznej, oryginalnie ją przekształcając. Zwraca także uwagę na fakt, iż E.E. jest pierwszą powieścią autorki, w której pojawia się wątek relacji ciało–umysł.
Książkę przełożono na język duński, norweski, macedoński, ukraiński i estoński.

## Adaptacje
W 1998 roku na podstawie książki został zrealizowany spektakl Teatru Telewizji pod tym samym tytułem i w reżyserii Marii Zmarz-Koczanowicz. Rolę Erny Eltzner zagrała Agata Buzek. Tokarczuk była współautorką scenariusza.